# Cap Lévi
Le cap Lévi, zone de 213 ha sur les falaises et l'estran, est une avancée de terre située dans la Manche sur le territoire de la commune française de Fermanville, près de Cherbourg-en-Cotentin, en région Normandie.
La présence de hauts-fonds et de courants puissants a rendu nécessaire la construction d'un phare au XIXe siècle pour protéger la progression des navires vers le port de Cherbourg. Détruit en 1944, le vieux phare a été remplacé par une tour de 36 mètres de haut en 1947.

## Étymologie
Selon René Lepelley, la première mention du lieu est Kapelwic au XIIe siècle,, Caplevi au XVIe siècle, Cap le Vie vers 1791 et enfin Cap Lévi.
L'élément Kapel- est une graphie du normand capelle forme dialectale de chapelle au nord de la ligne Joret. L'élément -wic procède de l'ancien scandinave vík qui signifie « anse » et par extension « mouillage sain permettant une progression rapide vers l'intérieur des terres ». Il est fréquent sur les côtes du Cotentin, employé de manière autonome ou en composé et on le trouve sous différentes formes -vic(q), -vy, -vi, -vouy (la plage du Vicq, le havre de Houlvi, l'anse de Brévy, le Havre de Plainvic, le rocher de Vauvy, etc.).

Les Vikings étaient connus en tant que navigateurs, c'est pourquoi ils utilisaient pour se repérer des points aisément identifiables de la côte qu'ils nommaient dans leur propre langue, le vieux norrois. *Capellewic signifie « anse de la chapelle », référence probable à une chapelle bien visible érigée en ce lieu, édifice servant d'amer. Lorsque le toponyme n'a plus été compris, il a été remotivé partiellement à partir de l'appellatif toponymique et nom commun cap.

## Histoire

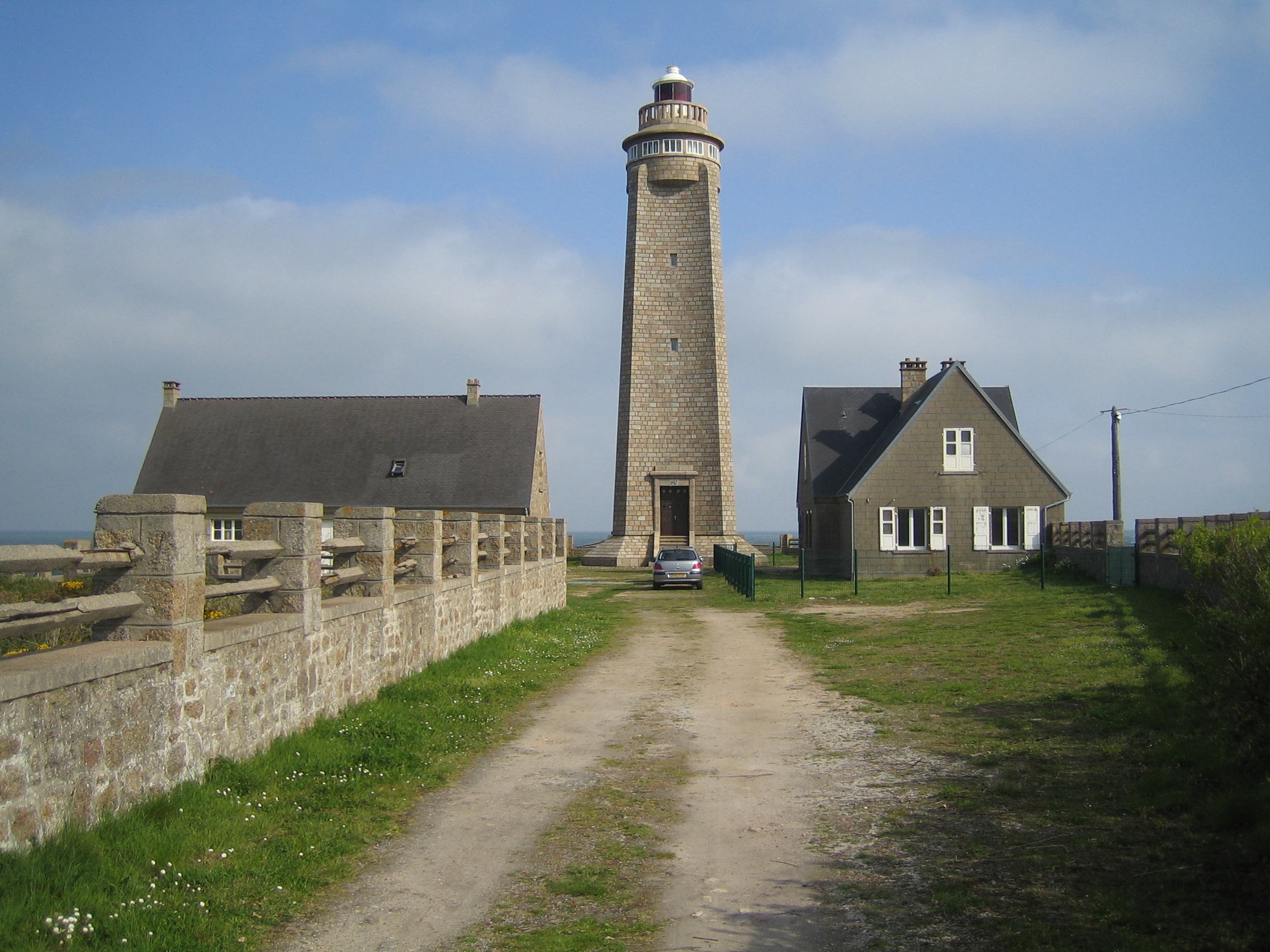
Phare du Cap Lévi.

Des archéologues y ont trouvé des traces de peuplement gallo-romain. À l'époque gallo-romaine, une voie romaine relie la cité d'Alauna (près de Valognes) à l'anse du cap Lévi, dont elle est le débouché maritime jusqu'au développement du site de Cherbourg au IVe siècle. Des vestiges de cette époque, notamment des tuiles, ont été mis au jour par Charles de Gerville en 1830 au village du Perrey.
Le 18 août 1177, le roi d'Angleterre et duc de Normandie Henri II débarque à Fermanville, au cap Lévi, en provenance de Portsmouth, avec sa cour.
Le 7 juillet 1932, le sous-marin Prométhée coule lors d'essais en mer, au large du cap Lévi, causant la mort de 62 marins, ouvriers et ingénieurs de l'arsenal de Cherbourg et du Creusot. Une croix commémorative de cet accident se trouve à Fréval (à l'extrémité est de l'anse de la Mondrée).
Un accident a tué cinq marins et pyrotechniciens démineurs le 30 avril 1997, au large du cap Levi. Il a eu lieu sur la gabare la Fidèle, lors d'un transport de grenades qu'on se préparait à immerger dans la fosse du cap Lévi (70 m environ). Il s'agissait de la 6e campagne de destruction de 1 400 grenades périmées (grenades du type « contre nageurs de combat »). Ce type de munitions est depuis confié à des entreprises spécialisées via une agence de l'Otan qui en a par exemple transféré 650 tonnes à une entreprise allemande en 2005 (pour un coût de 1 000 €/t). Ces pratiques d'immersion de munitions anciennes ont cessé depuis l'an 2000 selon la Marine nationale, notamment à la suite de cet accident. Une stèle en mémoire des disparus de la Fidèle se trouve au large du cap Lévi.